# Psychoda talamanca
Psychoda talamanca és una espècie d'insecte dípter pertanyent a la família dels psicòdids que es troba al Brasil i Costa Rica (la província de Limón).